# Michel Jouvet
Michel Jouvet (Lons-le-Saunier, 16 novembre 1925 – Villeurbanne, 3 ottobre 2017) è stato un neurologo e ricercatore francese, noto per i suoi studi sul sonno.

## Biografia
Laureatosi in medicina all'Università di Lione, fin dagli anni 1950 ha compiuto ricerche di neurofisiologia clinica all'Ospedale neurologico di Lione, specializzandosi nello studio del sonno e del fenomeno onirico e giungendo alla formulazione di una teoria sulla funzione e sul senso del sogno, il quale sarebbe un meccanismo avente lo scopo di proteggere le caratteristiche individuali di personalità e l'eredità psicologica dell'ego profondo. Ha diretto l'unità di ricerca dell'INSERM specializzata in "onirologia molecolare" e l'unità associata del CNRS dedicata alla "neurobiologia degli stati di vigilanza". Accademico di Francia dal 1977, premiato nel 1991 con la medaglia d'oro del CNRS, è autore di oltre 250 pubblicazioni scientifiche ed è dottore Honoris Causa dell'Università di Zurigo. Ha ricevuto inoltre il Prix de la Fondation pour la Recherche Médicale e, negli USA, l'Intra-Sciences Arward.

## Pubblicazioni
In Italia ha pubblicato i saggi La natura del sogno (1991) Il Sonno e il Sogno (1993) contemporaneamente al romanzo/saggio Il castello dei sogni, Perché dormiamo? Perché Sogniamo? (2001).